# Jaskinia w Rogóżce
Jaskinia w Rogóżce – zasypana jaskinia krasowa w Masywie Śnieżnika, w Sudetach Wschodnich.

## Położenie
Jaskinia znajdowała się w Sudetach Wschodnich, w północno-zachodniej części Masywu Śnieżnika, w południowo-wschodniej części Krowiarek, w południowo-zachodnim stoku góry Wapnisko, około 4,9 km na zachód od miejscowości Stronie Śląskie, w pobliżu nieistniejącej dziś wsi Rogóżka.

## Opis
Jaskinia znajdowała się wewnątrz góry Wapnisko, od strony południowo-zachodniego stoku. Otwór wejściowy do jaskini zlokalizowany był po lewej stronie ściany czołowej kamieniołomu, kilka metrów powyżej krawędzi spągu wyrobiska. Dość duży otwór w ścianie kamieniołomu prowadził do obszernej okrągłej sali, z której promieniście rozchodziło się pięć korytarzy. Po lewej stronie otworu odchodził z niej skośnie średniej wielkości korytarz, który po kilku metrach, obszernym łukiem, skręcał pod kątem prostym w prawo, i od którego po lewej stronie odchodził, również pod kątem prostym, kilkumetrowy korytarz zakończony namuliskiem. Po kilku metrach korytarz łączył się pod kątem prostym z korytarzem, który powstał z połączenia dwóch innych, wąskich, odchodzących z głównej sali. Otwory tych korytarzy usytuowane były naprzeciw otworu wejściowego. Po kilku metrach łączyły się one, tworząc niewielką komorę, z której w lewo, pod kątem prostym w stosunku do korytarzy wejściowych, odchodził korytarz boczny, do którego dochodził wcześniej wspomniany korytarz. Dalej kilka metrów za skrzyżowaniem korytarz dochodził do niewielkiej komory, z której pod kątem prostym, w lewą stronę, odchodził kilkumetrowy korytarz zakończony namuliskiem. Po prawej stronie otworu odchodził z okrągłej sali szeroki korytarz główny jaskini, którego wlot częściowo ograniczony był gruzowiskiem; po kilku metrach pod kątem prostym odchodziły od niego równolegle w prawo dwa korytarze, które po kilku metrach łączyły się, tworząc średniej wielkości komorę. Spąg całej komory był na ogół poziomy, bez większych różnic wysokości. Z komory odchodziły dwa wąskie korytarze: korytarz skośny po prawej stronie prowadził do sali okrągłej znajdującej się przy wejściu do jaskini, drugi – stanowiący przedłużenie korytarzy wejściowych – małym otworem wychodził na powierzchnię. Za tymi korytarzami korytarz główny rozszerzał się, tworząc największą salę w jaskini. Z obszernej sali z prawego narożnika odchodziły kolejne trzy korytarze o bardzo małym przekroju, z których dwa łączyły się w dalszej części z chodnikiem podstawowym, a trzeci był ślepy. Korytarz główny, wchodząc z obszernej sali, stopniowo zwężał się, tworząc po kilkudziesięciu metrach ciasne przejście. Przed ciasnym przejściem po lewej stronie korytarza znajdowała się niewielka komora, w której według źródeł niemieckich znajdowało się niewielkie jeziorko. Ciasny przełaz prowadził do okrągłej, wysokiej salki. Z salki korytarz przez próg prowadził wzniosem do obszernego korytarza. W początkowej części przebiegu korytarz posiadał wielkie, masywne stalagmity. Korytarz po kilkudziesięciu metrach łukiem skręcał w prawą stronę w kierunku małego otworu wychodzącego na powierzchnię, do którego nie dochodził. Korytarz za łukiem łączył się z wąskim korytarzem odchodzącym z największej sali, a po kilkudziesięciu metrach dochodził do obszernej, kwadratowej komory, do której dochodził następny korytarz. Kilka metrów za kwadratową komorą korytarz zakończony był calizną.

## Historia
Jaskinia powstała w soczewie marmuru pochodzącego z niższego proterozoiku w południowo-zachodnim stoku góry Wapnisko. Znajdowała się na terenie eksploatowanego wówczas złoża marmuru w Rogóżce. Odkryto ją 4 listopada 1885 roku, podczas eksploatacji marmuru w kamieniołomie. Nazwano ją Wolmsdorferhöhle. Długość korytarzy jaskini łącznie z komorami wynosiła około 350 m. W tamtych latach stanowiła jedną z największych jaskiń Sudetów. Przed wojną była jedyną sudecką jaskinią udostępnioną turystycznie w czynnym kamieniołomie. Eksploatacja kamieniołomu oraz ruch turystyczny powodowały powolne niszczenie jaskini. Po roku 1933 proces niszczenia znacznie zwiększył swoją intensywność. Ze względu na nasilony ruch turystyczny wykonano sztuczne wejście, a część przeznaczoną do zniszczenia odgrodzono murem. Od 1937 roku, przez dziesięć lat, jaskinia pozostawała w niezmienionym stanie. W 1947 roku Polacy, nowi gospodarze tych terenów, wznowili ponownie eksploatację złoża, co doprowadziło w ciągu kilkunastu lat do całkowitego zlikwidowania jaskini. Mimo położenia w czynnym kamieniołomie, jaskinia była nadal zwiedzana. W 1962 roku jaskinię zniszczono całkowicie odstrzeliwując część korytarzy. Przed samym zniszczeniem jaskinia była jeszcze dostępna. Informację o dostępności, wraz z ostatnim zdjęciem otworu wejściowego zrobionym wcześniej, podaje M. Pulina w swej monografii dotyczącej krasu sudeckiego. W latach 70. XX wieku otwór do jaskini zasypany był wielkimi blokami.

## Geologia
Jaskinia powstała w wyniku działalności wody rzecznej i infiltracyjnej w zmetamorfizowanych skałach wapiennych, marmurach pochodzących z proterozoiku. Złoże wchodziło w skład Metamorfiku Lądka i Śnieżnika. Eksploatowane było od XVIII wieku do końca lat 60. XX wieku. W jaskini zalegały osady, które składały się głównie z piaskowca wapnistego, klasycznych osadów sedymentacji żwirów i luźnych, kilkucentymetrowych otoczaków oraz luźnych osadów grawitacyjnych w postaci glin jaskiniowych. Dolną granicę wieku sedymentacji osadów stanowił pliocen, górną zaś – holocen. Prawdopodobnie Jaskinia w Rogóżce tworzyła jeden wspólny system z Jaskinią na Ścianie, która została odkryta w 1985 roku.

## Flora i fauna
W jaskini występował reliktowy studniczek Niphargellus arndti Schel, opisany przez Schellenberga w 1933 roku. 

## Odkrycie i badania
Jaskinię odkryto 4 listopada 1885 roku przy eksploatacji marmuru. Jaskinię dokładnie przebadano pod kątem geologicznym, paleontologicznym i biologicznym oraz udostępniono do zwiedzania. W 1886 roku W. Tenzer dokonał pierwszego opisu jaskini. W 1920 roku jaskinia została zbadana przez zoologa W. Arndta, a kompleksowe badania zoologiczne z zespołem współpracowników wykonał F. Pax. Podczas badań w jaskini znaleziono liczne szczątki zwierząt plejstoceńskich. W następnych latach H.J. Stammer zbadał faunę jeziorka w jaskini. W 1935 roku K. Maschke sporządził plan jaskini. W 1937 roku F. Pax opisał zmiany w faunie spowodowane niszczeniem jaskini, a L. Zotz wykonał próbny wykop w namulisku, które okazało się jałowe. W 1953 roku K. Kowalski stwierdził, że długość korytarzy jaskini zmniejszyła się o około 200 m. Nie opublikował jednak aktualnego jej planu. Ostatnim śladem po jaskini jest zdjęcie otworu z 1962 roku, opublikowane przez Mariana Pulinę. Otwór wejściowy był wówczas stosunkowo duży i prowadził do korytarza opadającego poniżej dna kamieniołomu. Ówcześni pracownicy kamieniołomu twierdzą, że korytarzem tym płynęła woda, a znaczna część jaskini nie uległa zniszczeniu i znajduje się za usypiskiem przesłaniającym otwór.